# Церковь Рождества Богородицы (Городня)
Церковь Рождества Богородицы — приходской православный храм в селе Городня Конаковского района Тверской области. Входит в состав Конаковского благочиния Тверской епархии Русской православной церкви. Объект культурного наследия федерального значения. Наиболее древняя сохранившаяся постройка в Тверской области, единственный дошедший до наших дней памятник архитектуры Великого княжества Тверского. Расположен на территории бывшего Городенского кремля.

## История
Наиболее раннюю датировку основании церкви в крепости Вертязине предлагает Сергей Заграевский, относя это событие к 1290-м годам — периоду княжения в Твери Михаила Ярославича. Строительство дошедшего до нашего времени храма на более древнем подклете, оставшемся от первоначального сооружения, исследователь датирует началом XIV века (до 1318 года).
Первое достоверное упоминание церкви относится к 1412 году, когда, согласно летописи, она пострадала в результате пожара, после чего до 1425 года была выстроена заново (восстановлена — по Заграевскому).
К XVII веку Городня стала дворцовым селом, а церковь стала приходской (прежде была соборной). После очередного пожара 1716 году церковь была возобновлена на средства местного помещика Петра Алексеевича Бема в 1740—1745 годах: над древним барабаном появилась небольшая главка, окна растесали, к церкви пристроили кирпичную трапезную и колокольню. В храме был установлен новый иконостас, выполненный в стиле, сочетающем черты барокко и классицизма, который был спасён при пожаре, случившемся в 1801 году. Вскоре тесовая крыша храма была заменена на металлическую. Во второй половине XIX века интерьер был заново расписан масляной живописью. В приходе было более 250-ти дворов в селе Городня и деревнях Лычёве, Быкове, Редькине (теперь — посёлок Редкино), Артёмове, Заполке, Турыгине.
В советское время церковь Рождества Богородицы оставалась действующей, что помогло сохранить храмовые интерьеры, росписи, иконостасы. В годы Великой Отечественной войны храм был сильно повреждён и начал разрушаться. В 1966 году под руководством Бориса Альтшуллера была начата тщательная реставрация церкви. В 1980 году работы окончились и храм был торжественно освящён.
Настоятель — протоиерей Андрей Константинович Преображенский.

## Архитектура

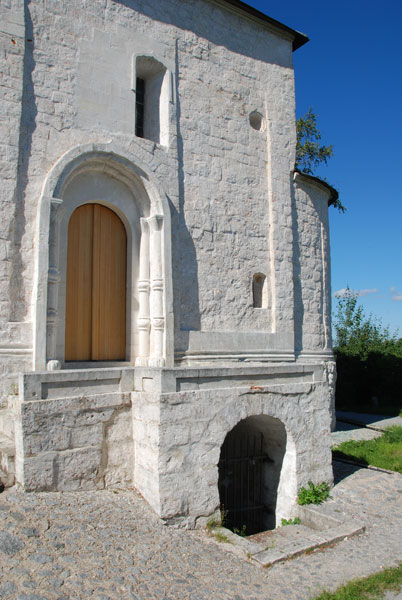
Фрагмент фасада церкви

Церковь Рождества Богородицы изначально представляла собой четырёхстолпный крестово-купольный храм с тремя апсидами, позакомарным покрытием и одной главой. Подклет был довольно высоким (сейчас он сильно погрузился в землю), поэтому ко входу в храм вели высокие лестницы-«всходы». Храм был белокаменным, и в целом имел весьма характерную для каменного зодчества той эпохи архитектуру. В частности, считается, что изначально храм был очень похож на Никольскую церковь в селе Каменском. Также церковь предположительно имела оборонное назначение, будучи «главной башней» крепости Городня.
В результате перестройки 1740-х годов прежняя кровля храма была изменена с позакомарной на простую четырёхскатную. Окна были растёсаны. Тогда же была «надстроена» главка храма: на старый барабан был поставлен ещё один, более тонкий, а сверху — луковичная главка. В таком виде церковь дошла до нашего времени.